# اثر یارکوفسکی

اثر یارکوفسکی ۱. تابش حرارتی سطح سیارک به بیرون ۲. جهت موافق‌گرد چرخش سیارک ۲٫۱ موقعیت در «بعد از ظهر» ۳. مدار و مسیر سیارک ۴. تابش مداوم خورشید

اثر یارکوفسکی ((به انگلیسی: Yarkovsky effect)): اثر یارکوفسکی نیرویی است که بر روی یک جسم چرخان در فضا ایجاد می‌شود و ناشی از انتشار ناهمسانگرد فوتون‌های حرارتی است. این اثر معمولاً در رابطه با شهاب‌سنگ‌ها یا سیارک‌های کوچک (قطر حدود ۱۰ سانتی‌متر تا ۱۰ کیلومتر) در نظر گرفته می‌شود، زیرا تأثیر آن برای این اجسام دارای اهمیت بسیار است.

## تاریخچه کشف
این اثر توسط مهندس عمران لهستانی ایوان اوسیپوویچ یارکوفسکی (۱۸۴۴–۱۹۰۲) کشف شد که در اوقات فراغت خود در روسیه در زمینهٔ مسائل علمی کار می‌کرد. یارکوفسکی در حدود سال ۱۹۰۰ در یک بروشور در این باره نوشت: تابش حرارتی روزانه بر سیارک‌های کوچک چرخان در فضا سبب می‌شود که سیارک نیرویی را هرچند بسیار کم تجربه کند که در دراز مدت بر مدار آن تأثیر می‌گذارد، به‌ویژه بر شهاب‌واره‌ها و سیارک‌های کوچک. یک اخترشناس استونیایی ارنست اوپیک (۱۸۹۳–۱۹۸۵) که بعداً حدود سال ۱۹۰۹ جزوه یارکوفسکی را خواند و چند دهه بعد اهمیت احتمالی اثر یارکوفسکی را با اتکا به حافظهٔ خود در بارهٔ تأثیر بر حرکت شهاب‌سنگ‌ها در منظومه شمسی مورد بحث و گفتگو قرار داد، وگرنه بینش یارکوفسکی فراموش می‌شد.

## سازوکار
اثر یارکوفسکی نتیجهٔ این واقعیت است که تغییر در دمای جسم گرم شونده توسط تابش (و بنابراین شدت تابش حرارتی از جسم) از تغییرات در تابش به جسم (ورودی) عقب است. به این معنا که سطح جسم در اولین نوردهی به زمان نیاز دارد تا گرم شود و از زمانی که روشنایی متوقف می‌شود مدتی طول می‌کشد تا خنک شود. به‌طور کلی دو مؤلفه برای تأثیر وجود دارد:
- اثر روزانه: در جسم چرخشی که توسط خورشید روشن می‌شود (مثلاً یک سیارک یا زمین)، سطح در طول روز توسط تابش خورشیدی گرم می‌شود و در شب سرد می‌شود. خواص حرارتی سطح باعث تأخیر بین جذب تابش از خورشید و انتشار تابش به عنوان گرما می‌شود، بنابراین گرم‌ترین نقطه روی جسم در حال چرخش در اطراف محل «2 PM» روی سطح یا کمی بعد از ظهر رخ می‌دهد. این منجر به ایجاد تفاوت بین جهت جذب و انتشار مجدد آن تابش می‌شود که نیروی خالصی را در امتداد جهت حرکت مدار ایجاد می‌کند. اگر جسم یک گردش موافق‌گرد داشته باشد، این نیرو در جهت حرکت مدار است و باعث می‌شود که محور نیم‌قطر اصلی مدار به‌طور پیوسته افزایش یابد: جسم از خورشید دور می‌شود. در یک گردش موافق‌گرد فاصله به سمت داخل کاهش می‌یابد. این اثر روزانه در اجسام با قطر بیشتر از حدود ۱۰۰ متر نیروی غالب است.[۳]
- اثر فصلی: